# Elista
Elista (kalmuckiska Элст, Elst, ryska Элиста́ ) är huvudstad och den största staden i Kalmuckien i Ryssland. Folkmängden uppgår till strax över 100 000 invånare. Staden är belägen i södra delarna av Jergenihöjderna, ett 330 km långt åsparti som når 222 meter över havet.
Elista grundlades 1865 och blev 1920 centralort för autonoma oblastet Kalmuckien. Stalins kollektivisering av jordbruket på 1930-talet fick många kalmucker att överge sitt traditionella nomadliv, varvid staden växte till. 1935 gjordes den till huvudstad i autonoma sovjetrepubliken Kalmuckien. Men redan 1943 upplöstes denna republik och de etniska kalmuckerna tvångsdeporterades till Sibirien. I stället flyttades etniska ryssar in och stadens namn ändrades till Stepnoj. Namnet ändrades tillbaka 1957 när kalmuckerna tilläts återvända.
Efter Sovjetunionens fall har staden börjat dra till sig utländska turister och 1998 stod den värd för Schack-OS. I stadskärnan finns flera upprustade parker och statyer av både Lenin och Buddha. Ett buddhisttempel invigdes 2005, byggt på en plats som den 14:e Dalai Lama valde ut under sitt besök i staden 1998.
Tågförbindelse finns med Rostov-na-Donu och Stavropol och buss till Volgograd. Det finns även en flygplats cirka 20 kilometer utanför staden.
I september 2019 utsågs Dmitrij Trapeznikov till stadens borgmästare, tidigare känd från Folkrepubliken Donetsk, vilket ledde till folkliga protester under oktober.